# Proclinopyga maewa
Proclinopyga maewa är en tvåvingeart som först beskrevs av Smith 1963.  Proclinopyga maewa ingår i släktet Proclinopyga och familjen dansflugor.
Artens utbredningsområde är Nepal. Inga underarter finns listade i Catalogue of Life.